# Kunstvezel

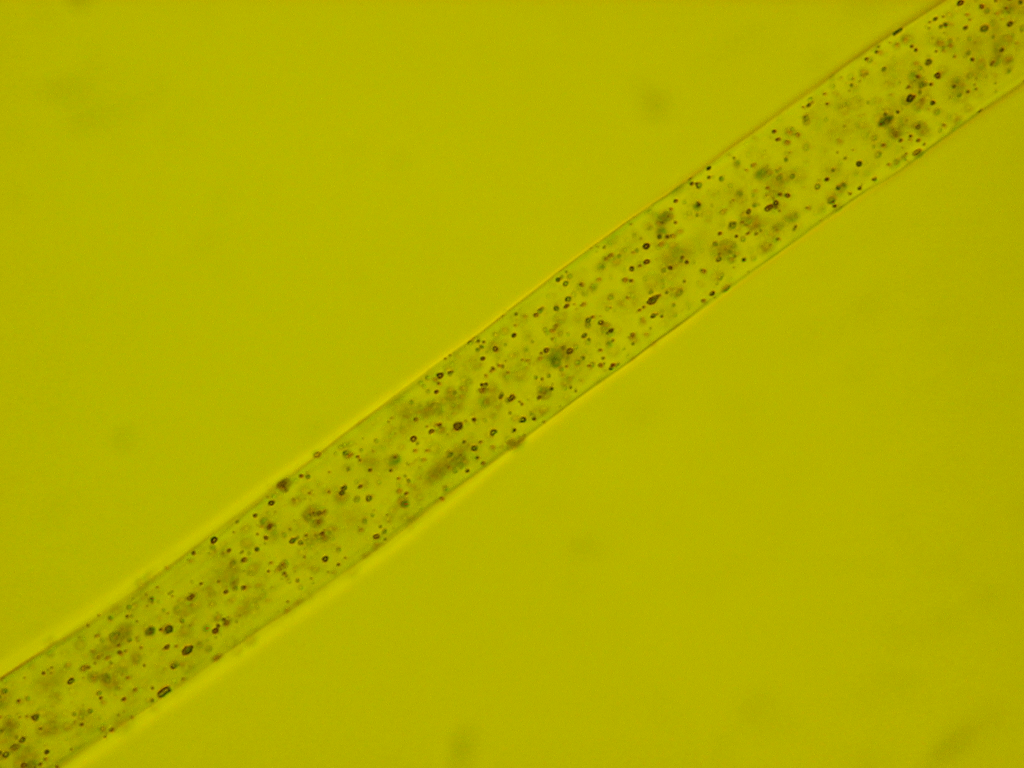
Acrylvezel

Kunstvezels zijn textielvezels die niet als zodanig in de natuur voorkomen maar met behulp van spindoppen worden gemaakt in een machinaal spinproces. Er zijn twee categorieën: 
- Vezels op natuurlijke basis, zoals kunstzijde of rayon, ook foutief halfsynthetische vezels genoemd,
- Vezels op kunstmatige basis, zoals polyamide (nylon), polyester, acryl.

Een moderne ontwikkeling in de kunstvezelindustrie vormen de supervezels zoals aramide en UHMWPE. 